# Charlie Hunter
Charlie Hunter (né le 23 mai 1967) est un guitariste et compositeur américain de jazz.
Il prend des cours avec Joe Satriani. À 18 ans, ils s'envole pour Paris, où il estime que jouer dans la rue l'a éduqué.
Il commence à se faire connaitre au début des années 1990 et son nom devient très vite une référence dans le milieu du jazz américain[réf. nécessaire].
Son nom est également associé à la Neo Soul, puisqu'il a intégré le collectif de musiciens jouant sur l'album Voodoo de D'Angelo, paru en 2000. Il a également collaboré avec John Mayer.
Il a enregistré 17 albums à ce jour. Charlie Hunter est aussi connu pour jouer sur une guitare à 8 cordes, sur laquelle il joue simultanément la ligne de basse avec les accords et le solo.
Il est l'un des premiers à avoir joué avec l'harmoniciste Gregoire Maret.

## Discographie
- Charlie Hunter Trio (Prawn Song, 1993)
- Bing, Bing, Bing! (Blue Note, 1995)
- Ready...Set...Shango! (Blue Note, 1996)
- Natty Dread (Blue Note, 1997)
- Return of the Candyman (avec Pound for Pound) (Blue Note, 1998)
- Duo (avec Leon Parker) (Blue Note, 1999)
- Charlie Hunter (Blue Note, 2000)
- Solo Eight-String Guitar (Contra Punto, 2000)
- Songs from the Analog Playground (Blue Note, 2001)
- Right Now Move (Ropeadope, 2003)
- Come in Red Dog, This is Tango Leader (avec Bobby Previte)  (Ropeadope, 2003)
- Friends Seen and Unseen (Ropeadope, 2004)
- Earth Tones (avec Earl "Chinna" Smith et Ernest Ranglin) (Green Street, 2005)
- Copperopolis (Ropeadope, 2006)
- Mistico (Fantasy, 2007)
- Baboon Strength (reapandsow, 2008)
- Gentlemen, I Neglected to Inform You You Will Not Be Getting Paid (Spire/reapandsow, 2009)
- Public Domain (2010)
- Not Getting Behind Is the New Getting Ahead (avec Scott Amendola) (2012)
- [Pucker (avec Scott Amendola) (2013)
- Cars /Williams /Porter /Ellington (avec Scott Amendola) (2014)
- Dionne Dionne (avec Dionne Farris) (Free & Clear, 2014)
- Let the Bells Ring On (There, 2015)
- We Two Kings: Charlie Hunter and Bobby Previte Play the Great Carols (avec Bobby Previte) (Rank Hypocrisy, 2015)
- Everybody Has a Plan Until They Get Punched in the Mouth (GroundUP, 2016)
- Charlie Hunter /Carter McLean Featuring Silvana Estrada (avec Carter McLean et Silvana Estrada) (2018)
- Music! Music! Music! (avec Lucy Woodward) (2019)